# William Henry Perkin, Jr.
William Henry Perkin Junior (Sudbury, 1860 – Oxford, 1929) è stato un chimico inglese.
Figlio del grande chimico William Henry Perkin, insegnò prima a Edimburgo, poi a Manchester e infine a Oxford (1913-1929). Fu presidente della Chemical Society dal 1913 al 1915.
Svolse molte ricerche su alcaloidi e composti carbociclici, scoprendo sintesi per composti di 3 o 4 atomi di carbonio, mentre prima lo si credeva impossibile. La sua opera migliore è sicuramente Inorganic Chemistry (1906).